# Ейнджълспит
Ейнджълспит (Angelspit) е електро-индъстриъл група от Сидни, Австралия.

## История
Групата е сформирана през 2004 година от вокалистката Амелия „Destroyx“ Тан и инструменталиста и вокалист Карл „ZooG“ Лиърмънт. В същата година малко след създаването си дуото издава дебютното си EP „Nurse Grenade“. Angelspit подписват договор с популярната звукозаписна компания, издаваща алтернативна електронна музика, Dancing Ferret Discs и започват усилена работа върху дебютния си албум, издавайки през 2006 г. албума „Krankhaus“. Както много други индъстриъл групи така и Angelspit черпят вдъхновение от германската електронна сцена, показателно за което е името на дебюта им, въпреки че всички песни в него са на английски език.
На 8 юли 2008 г. дуото издава дългоочакваният си втори студиен албум „Blood Death Ivory“, в който Destroyx и ZooG продължават да експериментират със стила, който варира между агротек звученето на Combichrist и агресивния индъстриъл стил на KMFDM. Впрочем за разлика от много други индъстриъл групи при Angelspit водещият вокал е женски, но активно се използва и този на ZooG, подобо на комбинацията, ползвана и от американското дуо Hanzel und Gretyl.
Звукът на Angelspit комбинира елементи на готик музиката, пънка, хорър музиката и електрониката, използвайки елементи от поп и метъл стиловете. Всичко това се съчетава в една обща музикална картина, в която се обръща внимание основно на медицински експерименти и гротескни социални образи.
Destroyx и ZooG дотогава са били на турне в Австралия, Нова Зеландия, Европа и САЩ с такива групи и изпълнители като Angel Theory, Ayria, Ikon, KMFDM, Tankt и The Crüxshadows. След турнето си по източното американско крайбрежие групата се установява за около година в Берлин, Германия, където записва втория си студиен албум. След издаването му дуото е отново в Сидни.

## Дискография
- Nurse Grenade (2004) – EP
- Krankhaus (2006) – албум
- Blood Death Ivory (2008) – албум

## Членове

### Основни
- Амелия „Destroyx“ Тан – вокалистка, миксиране
- Карл „ZooG“ Лиърмънт – вокалист, синтезатори, вокодери

### Други
- Питър Крейн – кийборди
- Роберто Мазалия – кийборди
- Джон фон Ален – музикален инженер